# Kangto
Kangto (také Kanggardo Rize) je hora vysoká 7 060 m n. m. (7 090 m nebo 7 042 m dle jiných zdrojů) nacházející se v pohoří Himálaj na hranici mezi indickým státem Arunáčalpradéš a Tibetskou autonomní oblastí Čínské lidové republiky.

## Charakteristika
Vrchol leží v McMahonově linii na himálajském hlavním hřebenu v kontroverzní oblasti mezi Indií a Čínou. Kangto je nejvyšší hora ve státě Arunáčalpradéš.

## Prvovýstup
Prvovýstup na vrchol Kangto se zdařil severovýchodním hřebenem v roce 1988. Na těžko dosažitelnou horu ještě nebyl proveden výstup z indické jižní strany.